# Comateens
Comateens est un groupe américain surtout actif durant les années 1980. Il a collaboré au coffret d'Étienne Daho intitulé Dans la peau de Daho paru en 2002. Bien que moins célèbre que d'autres artistes s'étant fait connaître du grand public dans les « eighties », le groupe a suffisamment marqué Nicola Sirkis pour qu'il déclare que les Yankees ont inspiré le look d'Indochine à leurs débuts au même titre que David Bowie.

Il a collaboré en 1990 à l'album hommage Diversion avec A place for me, adaptation de Fais-moi une place de Julien Clerc.

## Discographie

### Singles
- 1985 : Don't come back

### Albums
- Deux titres sur l'album Marty Thau Presents 2x5 produit par Marty Thau en 1980, sur son label Red Star records.
- Comateens (1981)
- Pictures on a String (1983)
- Deal with It (1984)
- Comateens (limited collectors edition) (2007)

### Compilations
- One by One - The Best of the Comateens (1991)

### Participations
- 1990 :  Diversion. A place for me (adaptation de Fais-moi une place de Julien Clerc)